# Deutsche Poolbillard-Meisterschaft 1991 (Herren)
Die Deutsche Poolbillard-Meisterschaft 1991 war die 17. Austragung zur Ermittlung der nationalen Meistertitel der Herren in der Billardvariante Poolbillard. Sie wurde in Mannheim ausgetragen.
Es wurden die Deutschen Meister in den Disziplinen 14/1 endlos, 8-Ball, 9-Ball und 8-Ball-Pokal ermittelt.

## Medaillengewinner
| Disziplin    | Gold                                | Silber                            | Bronze                             | 4. Platz                         |
| ------------ | ----------------------------------- | --------------------------------- | ---------------------------------- | -------------------------------- |
| 14/1 endlos  | Oliver Ortmann (PBC München-West)   | Thomas Engert (PBC Düren-Nord)    | Ralf Souquet (PC Mörfelden)        | Michael Schmidt (BC Bremen-Nord) |
| 8-Ball       | Thomas Engert (PBC Düren-Nord)      | Ralf Souquet (PC Mörfelden)       | Michael Schmidt (BC Bremen-Nord)   | Herbert Friedemann (1. PBC Marl) |
| 9-Ball       | Ralf Souquet (PC Mörfelden)         | Oliver Ortmann (PBC München-West) | Thomas Engert (PBC Düren-Nord)     | Ralph Eckert (BF Ludwigshafen)   |
| 8-Ball-Pokal | Thomas Rombach (Langenstein Tingen) | Torsten Beering (Viktoria Berlin) | Heiko Müller (PBC Fortuna Bexbach) | Dietmar Kuhn (PBC Wiesloch)      |